# Daniela Colceag
Daniela Colceag (Galați, 19 maggio 1970) è un'ex cestista rumena.

## Carriera
Con la Romania ha disputato i Campionati europei del 2001.